# Mazlan Othman
Mazlan Binti Othman (* 11. Dezember 1951 in Seremban) ist eine malaysische Astrophysikerin, die in ihrem Heimatland mehrere bedeutende Stellen innegehabt hat und dem Büro der Vereinten Nationen für Weltraumfragen in Wien bis 2013 vorstand.

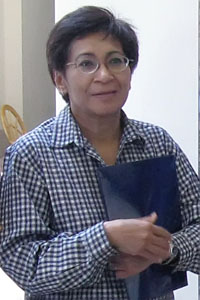
Mazlan Othman (2009)

## Anfänge und Ausbildung
Othman besuchte das Internat Tunku Kurshiah College in Seremban. Ihre mathematische Begabung wurde zur Ursache der Teilnahme an einem wissenschaftlichen Lehrgang. Obwohl ihre Familie sie ermutigte, Ärztin zu werden, nutzte sie einen durch den Colombo-Plan bereitgestellten Freiplatz an der University of Otago in Neuseeland für ein Studium der Physik, das sie 1975 abschloss. Nach einer Tätigkeit als Lehrerin an der Nationalen Universität Malaysia ging sie zurück nach Otago, um dort als die erste Frau seit der Gründung der Universität im Jahre 1869 in Physik zu promovieren.

## Laufbahn
Othman kehrte als der erste Astrophysiker Malaysias in ihr Heimatland zurück und widmete sich dem Aufbau eines astrophysikalischen Lehrganges an der nationalen Universität sowie der Förderung des öffentlichen Interesses an der Astronomie und an den Fragen des Weltalls. Außerdem war sie ein Semester am japanischen Kiso-Observatorium als Forscherin tätig.
Der malaysische Premierminister Mahathir bin Mohamad setzte sie 1990 als Leiterin der Abteilung für Planetarien im Amt des Premierministers ein. In dieser Funktion überwachte sie das Entstehen des nationalen Planetariums (Planetarium Negara) in Kuala Lumpur. Nach der Eröffnung des Planetariums im Jahre 1993 wurde Othman Generaldirektorin der neuen Abteilung für die wissenschaftliche Erforschung des Weltraums bei der malaysischen Regierung, mit der sie ein Programm zur Entwicklung von Mikrosatelliten auf den Weg brachte. 1994 erhielt sie eine volle Professur.
Im November 1999 ernannte Kofi Annan Othman zur Direktorin des Büros der Vereinten Nationen für Weltraumfragen (UNOOSA) in Wien. Auf das Verlangen Mahathirs kehrte sie im Juli 2002 nach Malaysia zurück, um dort für fünf Jahre als Gründungsdirektorin der malaysischen Weltraumagentur ANGKASA zu fungieren. Othman bewirkte dort den Start des ersten malaysischen Astronauten Sheikh Muszaphar Shukor. Ban Ki-moon setzte Othman im Dezember 2007 erneut als Direktorin der UNOOSA ein. Bei der UNOOSA obliegt ihr unter anderem die internationale Zusammenarbeit im Raum, die Vermeidung von Zusammenstößen und von Weltraummüll, die Nutzung im Weltraum befindlicher Plattformen der Fernerkundung für die Inangriffnahme eines weitsichtigen Vorgehens auf der Erde, die Abstimmung weltraumrechtlicher Fragen zwischen den Ländern sowie die Abwehr erdnaher Asteroiden.
Im September 2010 wurde an unterschiedlichen Orten berichtet, dass die Vereinten Nationen Othman zu einer Kontaktsperson für Außerirdische zu ernennen planen. Die Grundlage dieser Nachrichten scheint es zu sein, dass Othman angemerkt hat, die Vereinten Nationen sollten Kontakte zu Außerirdischen, falls es je zu ihnen komme, zu koordinieren bestrebt sein. Ihr Vorhaben, an einem Ausschuss der Royal Society im Oktober 2010 zu der Thematik „Towards a scientific and societal agenda on extra-terrestrial life“ („Im Vorfeld der Geburtsstunde anerkannter wissenschaftlicher und gesellschaftlicher Grundsätze des Vorgehens betreffend außerirdisches Leben“) teilzunehmen, scheint diese Gerüchte noch verstärkt zu haben. Ein Sprecher der Vereinten Nationen hat die betreffenden Berichte umgehend als unsinnig zurückgewiesen und geltend gemacht, dass es keine Pläne gebe, das Mandat der UNOOSA auszuweiten. Othman selbst hat in einer E-Mail an die britische Tageszeitung The Guardian geschrieben: „It sounds really cool but I have to deny it.“ („Es klingt wirklich cool, aber ich muss es dementieren.“)

## Privates
Othman ist mit dem Geologen Ibrahim Komoo verheiratet und hat mit ihm zwei Kinder.

## Ehrungen
- 1997 Tuanku Ja'afar, der zehnte Yang di-Pertuan Agong Malaysias, verlieh Othman den staatlichen Orden Panglima Jasa Negara für ein verdienstvolles Wirken, durch den ihr der ehrende Datuk erteilt wurde.[12]

- 1997 Die Universität von Otago verlieh ihr den Titel eines Ehrendoktors der Wissenschaften.[13]

- 2009 Das Institute of Physics verlieh Othman für „ihre Arbeit im Sinne der astronomischen Bildung in Malaysia und ihre wegweisende Rolle in der Erforschung des Weltraums auf nationaler und internationaler Ebene“ die Medaille ihres Präsidenten.[14]